# Kartodrom Bydgoszcz

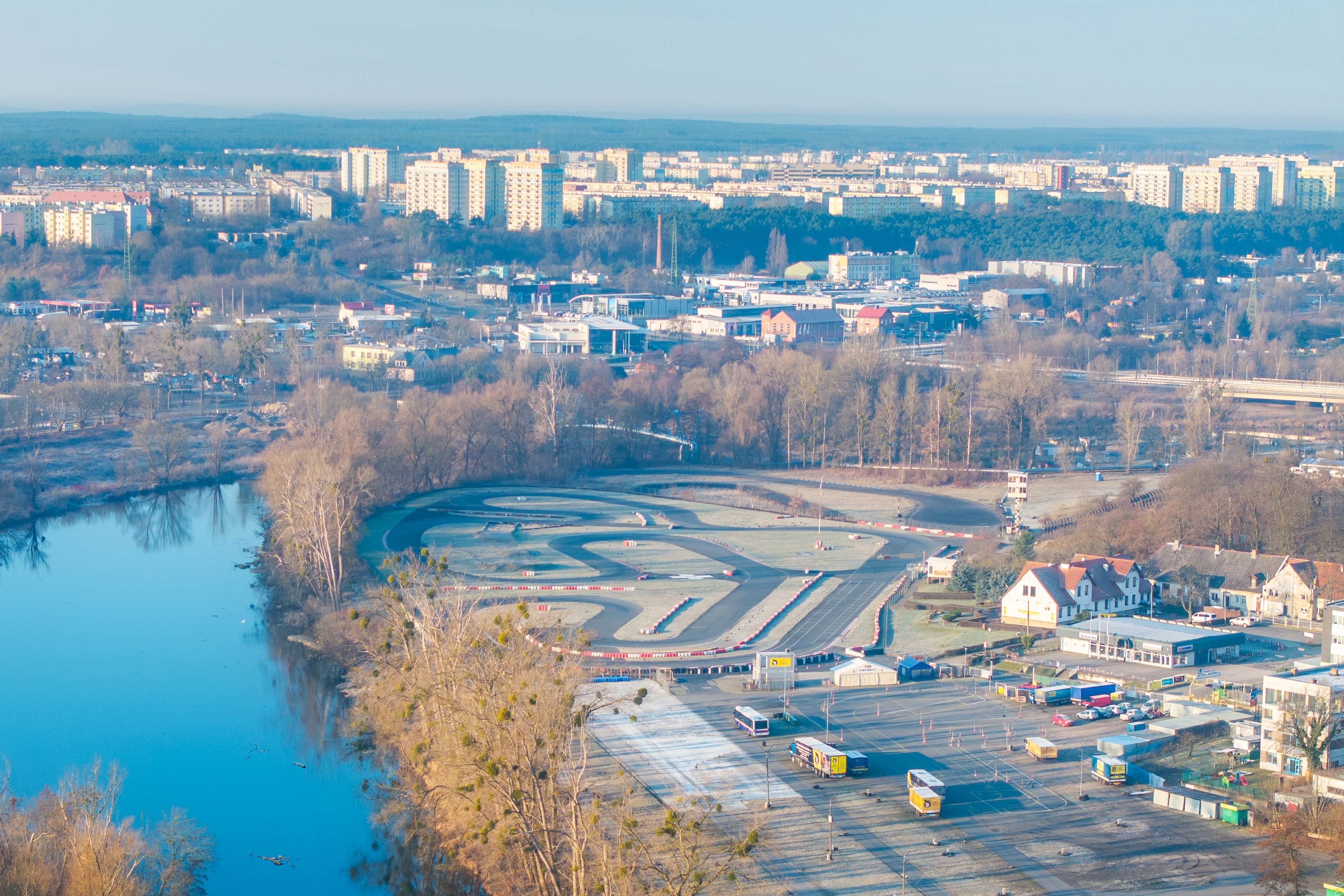
Kartodrom z powietrza

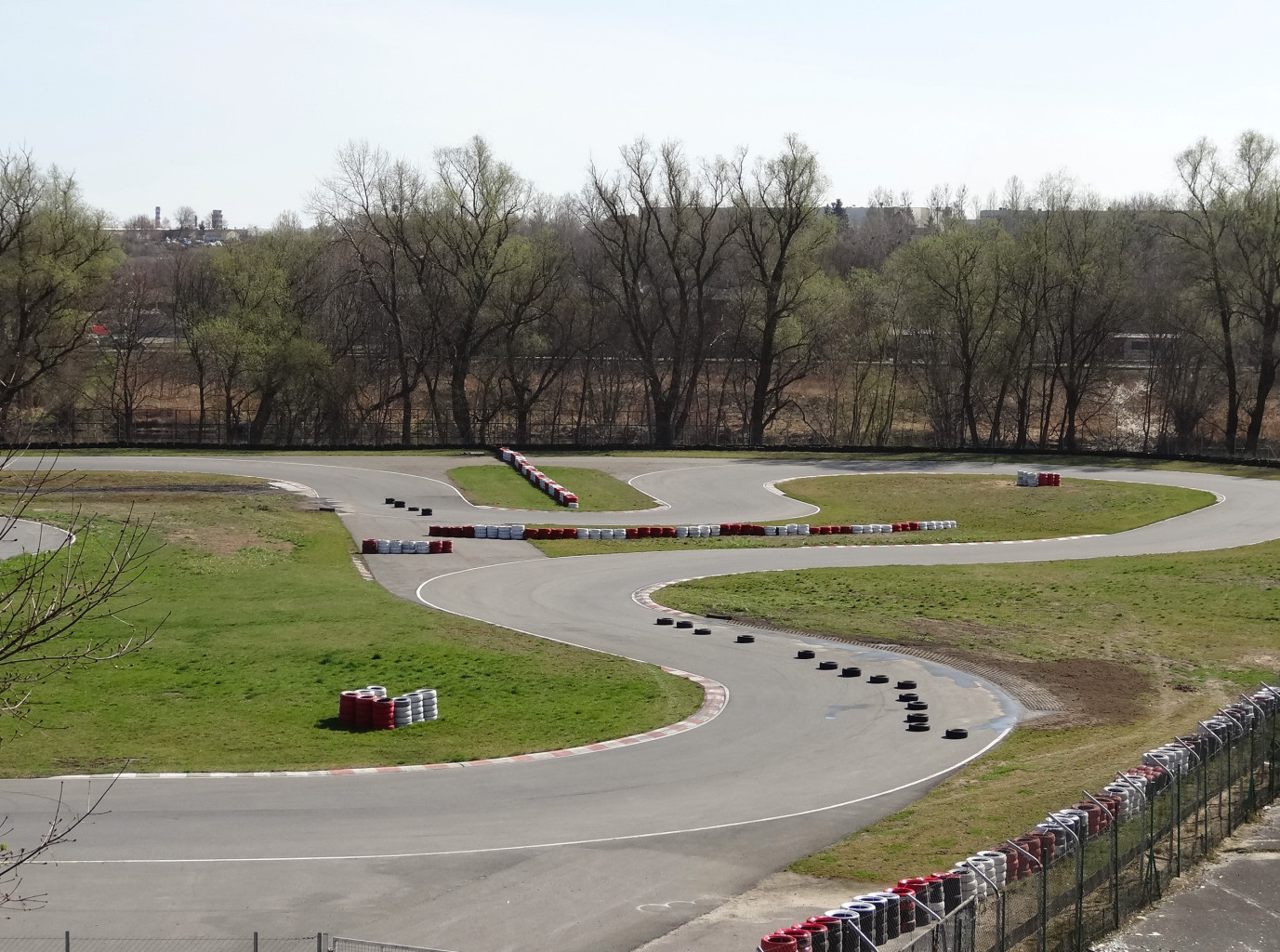
Kartodrom w Bydgoszczy w kwietniu 2014 roku

Kartodrom Bydgoszcz – tor kartingowy zlokalizowany w Bydgoszczy, w dzielnicy Bartodzieje (ul. Fordońska 116), w sąsiedztwie rzeki Brdy.

## Parametry
Tor został zlokalizowany w Bydgoszczy, w dzielnicy Bartodzieje na ulicy Fordońskiej 116 w sąsiedztwie rzeki Brdy.
Długość toru po skróceniu z 909 metrów wynosi 480 metrów, szerokość 8 m, wiraże i pochylenia dochodzą do 7%.
Istnieje zaplecze garażowe i socjalne.

## Historia
Tor wybudowano w latach 1976-1979 dzięki pracy społecznej osób i instytucji.
Prace rozpoczęto w marcu 1976 roku od powołania Społecznego Komitetu Budowy Toru Kartingowego z wiceprezydentem Bydgoszczy i prezesem ZO PZMot na czele.
Budowa trwała 3 lata z udziałem pracowników przedsiębiorstw: Transbud, Bydgoskiego Przedsiębiorstwa Budownictwa Inżynieryjnego, Dyrekcji Okręgowej Dróg Publicznych, Elektromontażu, i innych.
Pierwsze masowe imprezy zorganizowano w 1977 roku na nie w pełni ukończonym obiekcie.
Na torze rozegrano dwukrotnie Kartingowe Mistrzostwa Europy, w 1977 i 1979 roku oraz we wrześniu 1994 Kartingowe Mistrzostwa Świata Formuły C.
Obiekt należy do Zarządu Okręgowego Polskiego Związku Motorowego w Bydgoszczy. Organizuje on na obiekcie imprezy sportowe o zasięgu okręgowym i krajowym: w kartingu, wyścigach skuterów, konkursowych jazdach samochodowych i motocyklowych.
Na torze organizowane są również imprezy integracyjne oraz kursy doskonalenia techniki jazdy motocyklem i samochodem.
Na torze odbywa się giełda samochodowa.
Na torze organizowane były mistrzostwa Strefy Polski Północno-Zachodniej i amatorskie mistrzostwa Bydgoskiego Mistrza Kierownicy.
30 sierpnia 2011 roku ogłoszono, że prezes Polskiego Związku Motorowego Andrzej Witkowski złożył deklarację, że porozumiał się z władzami miasta w sprawie współpracy i promocji sportów motorowych a tor ma być w 2012 roku gotowy do organizowania zawodów. Część placu manewrowego zostanie przebudowana a długość toru będzie wynosić 1200 metrów, jego przebudowa będzie kosztować około 600 000 złotych. Miasto Bydgoszcz i Polski Związek Motorowy chcą stworzyć centrum szkolenia dla sportu kartingowego.
12 listopada 2011 roku odbyło się spotkanie 54 Nocnej Jazdy Obserwacyjno-Patrolowej.